# Хопе, Миккель Калвенес
Миккель Калвенес Хопе (норв. Mikkel Kalvenes Hope; род. 8 августа 2006, Стур, Хордаланн) — норвежский футболист, защитник клуба «Хёугесунн».

## Клубная карьера
Хопе — воспитанник клубов «Тротт», «Стур» и «Хёугесунн». 30 апреля 2023 года в матче против «Сарпсборг 08» он дебютировал в Типпелиге в составе последнего.

## Международная карьера
В 2025 году в составе юношеской сборной Норвегии Хопе принял участие в юношеском чемпионате Европы в Румынии. На турнире он сыграл в матчах против сборных Германии, Англии и Нидерландов.